# From Hell (film)
From Hell is een Amerikaanse film uit 2001 onder regie van Albert Hughes en Allen Hughes, gebaseerd op de gelijknamige striproman van Alan Moore. De hoofdrollen worden vertolkt door Johnny Depp en Heather Graham.

## Verhaal
Londen, 1888. De armen leven verschrikkelijke levens in the East End's Whitechapel district. Gechanteerd en bedreigt door bendes worden Mary Kelly (Heather Graham) en haar kleine groep van prostituees gedwongen om op de straten te werken, elke dag weer. Maar ze blijven positief door te denken dat het niet erger kan dan dit. Maar dan wordt hun vriendin Ann Crook (Joanna Page) ontvoerd. Ze raken betrokken bij een samenzwering, die zich in veel hogere kringen afspeelt dan dat ze ooit zullen vermoeden. Snel wordt de kidnapping gevolgd door een brute moord op een andere vrouw, Martha Tabram. Ze beseffen dat er op hen gejaagd wordt. Zo worden er op mysterieuze wijze een aantal prostituees vermoord door de onbekende Jack the Ripper. Ze worden op gruwelijke wijze vermoord en verminkt. Inspecteur Frederick Abberline (Johnny Depp) wordt er bijgehaald om deze zaak op te lossen. Hij is een briljante maar ook gebroken man, die erg veel drugs gebruikt. Hij krijgt soms visioenen die hem zouden helpen bij zijn onderzoek.
Abberline's onderzoek toont aan dat de moordenaar een geleerd persoon is; de moorden zijn precies en bijna op chirurgische wijze uitgevoerd. Ann wordt een aantal dagen later gevonden in een tehuis. Er wordt een gat in haar hoofd geboord, de dokters hebben haar voor gek verklaard. Door middel van het gat in haar hoofd zou de druk op haar hersenen verminderen en zou ze weer normaal worden.
Na de operatie staart ze alleen nog maar voor zich uit. Abberline vermoed dat de lobotomie is uitgevoerd om haar het zwijgen op te leggen.
Hij gaat langs bij Sir William Gull (Ian Holm), een psychiater van de koninklijke familie, omdat deze erg veel verstand heeft van medicijnen. Abberline raakt diep betrokken bij deze zaak en krijgt zelf gevoelens voor de laatste prostituee, Mary Kelly.
Hij denkt dat er een hogere macht betrokken is bij deze moordzaken. Zijn baas gaat zich er meteen mee bemoeien en stuurt Abberline weg. Dan komt opeens aan het licht dat Gull de moordenaar is.
Hij vermoordt de getuigen die aanwezig waren bij het geheime, verboden huwelijk van prins Albert en Ann. Ze hebben een kind samen, Alice. Zij is dus de erfgenaam voor de Engelse troon. Gull zelf is een vrijmetselaar en met zijn toenemende sinistere gedrag geeft hij een beeld van zijn moordzuchtige gedachten.
Koningin Victoria wil Gull niet publiekelijk aanklagen, om de eer van het koningshuis te beschermen. De vrijmetselaars besluiten om in Gull's hoofd een gat te boren, zodat de koninklijke familie geen last heeft van het schandaal. Gull eindigt hetzelfde als Ann, opgesloten, voor zich uit starend, tot niets meer toe in staat.  Eerder in het verhaal dacht Abberline dat Mary Kelly vermoord was. Maar Gull had haar verward met een Belgisch meisje, Ada, en vermoordde haar in haar plaats.
Zij vlucht naar haar geboorteland Ierland en woont samen met Alice in een hutje op een klif aan de zee, nog lang en gelukkig. Abberline wil haar achterna, maar kan dit niet. Ze zouden haar dan vinden en weten dat ze de verkeerde vermoord hebben. Dus blijft hij in Londen en Mary Kelly in Ierland, en Abberline sterft eenzaam en alleen aan een overdosis opium.

## Rolverdeling
| Acteur          | Personage                      |
| --------------- | ------------------------------ |
| Johnny Depp     | Inspecteur Frederick Abberline |
| Heather Graham  | Mary Kelly                     |
| Ian Holm        | Sir William Gull               |
| Robbie Coltrane | Peter Godley                   |
| Ian Richardson  | Charles Warren                 |
| Sophia Myles    | Victoria Abberline             |

## Achtergrond
De rol voor Sir William Gull zou oorspronkelijk gespeeld worden door Nigel Hawthorne, maar hij moest de rol afzeggen toen bij hem kanker werd geconstateerd. Daarom nam Ian Holm zijn rol over. Omdat Holm beduidend kleiner is dan Gull, moesten sommige scènes worden aangepast.
De film werd met gemengde reacties ontvangen door critici. Ebert en Roeper gaf de film een positieve beoordeling. Op Rotten Tomatoes scoort de film eind november 2010 57% aan goede beoordelingen. E! Online omschreef de film echter als “twee uur bloederige moorden”.
De film bracht in Noord-Amerika $31.602.566 op, en wereldwijd $74.558.115.

## Prijzen en nominaties
In 2002 werd From Hell genomineerd voor acht prijzen, maar won er geen:
- 3 Saturn Awards (beste acteur, beste kostuums, beste horrorfilm)
- 2 Black Reel Awards (beste film, beste regisseur)
- De Bram Stoker Award voor beste scenario
- De IHG Award voor beste film
- De Golden Satellite Award voor beste kostuums